# يحيى وهيب الجبوري
يحيى وهيب الجبوري (1932 - 28 آب 2019). شاعر وكاتب ومحقق وباحث أكاديمي وأستاذ جامعي عراقي، ويعتبر أستاذ الأدب الجاهلي في عدة جامعات عربية.

## نشأته ودراسته
ولد في بغداد عام 1932، وأكمل تعليمه الأولي في مدارس بغداد، وبعد تخرجهُ من الجامعة تخصص في اللغة العربية وعلومها، ولاسيما الأدب؛ حيث اختار مجال الأدبين الجاهلي والأموي، فكانت رسالته في الماجستير عن: (شعر المخضرمين وأثر الإسلام فيه)، وأطروحته في الدكتوراه عن: (لبيد بن ربيعة.. حياته وشعره)، وقد برع في مجال تحقيق التراث والدراسات المتعلقة به. درس في عدة جامعات عربية منها دار المعلمين العليا في تونس سنة 1971، وجامعات ليبيا وقطر والأردن. وقد اشتهر بما صنف وألف من كتب وما حقق من مخطوطات عربية وما عربهُ من دراسات المستشرقين عن الشعر الجاهلي والحضارة العربية. يعتبر الدكتور يحيى أستاذ الأدب الجاهلي في عدة جامعات عربية بدأها بجامعة بغداد وجامعة قطر وليبيا وآل البيت وإربد الأهلية بالأردن، ولقد كتب وألف وحقق عشرات الكتب منذ مطلع عقد الستينيات في القرن العشرين.

## من مؤلفاته
أكثر الأستاذ يحيى من التأليف والتحقيق للمخطوطات ومن مؤلفاته:
- العباس بن مرداس السلمي.
- شعر عمر بن أذينة.
- شعر عبدة بن الطبيب.
- شعر عبد الله بن الزبعري.
- نشر قصائد جاهلية نادرة.
- الشعر الجاهلي: خصائصه وفنونه.
- كتاب المحن.
- منهج البحث وتحقيق النصوص.
- الشعر الإسلامي والأموي.
- بيت الحكمة ودور العلم في الحضارة الإسلامية.
- الحنين والغربة في الشعر العربي.
- الكتاب في الحضارة العربية.
- الخط والكتابة في الحضارة العربية.
- المستشرقون والشعر الجاهلي: بين الشك والتوثيق.[2]

وحقق عدد من المخطوطات العربية الإسلامية، ولهُ مقالات وبحوث غيرها.

## وفاته
توفي المحقق والأديب يحيى الجبوري في بغداد عن عمر ناهز 87 عاماً في يوم الأربعاء 27 ذي الحجة 1440 هـ/ 28 آب 2019م.